# Банан
 Тази статия е за растението.  За плодът вижте Банан (плод).  За американския филм вижте Банани (филм).
Бананите (Musa) са род дървоподобни растения, макар технически да са тревисти растения. Терминът банан се използва и за продълговатите плодове на дървото. Първоначално бананите са култивирани от праисторическите народи на Югоизточна Азия и Западна Океания. Банани се отглеждат основно в тропическите области, но могат да растат в около 107 страни. Отглеждат се предимно за храна, за фураж и като декоративни растения. Бананите притежават различен цвят, когато узреят – най-често са жълти, но могат да бъдат червени и розови в зависимост от вида и сорта. От кулинарна гледна точка бананите биват десертни (когато са напълно узрели са жълти и сладки) и банани за готвене (остават зелени). Почти всички банани, които са предмет на търговия, са от десертен тип, като едва 10 – 15% от световното производство е за експорт. Съединените американски щати и Европейският съюз са основни световни вносители.

## Таксономия
Родът Банан (Musa) принадлежи към семейство Бананови (Musaceae). Според системата за класификация на растенията APG II бананите се подреждат в разред Zingiberales, от групата на едносемеделните растения. Някои източници посочват името на доктора на император Август – Антоний Муса, за човека, на когото е кръстен целият род. Други твърдят, че Карл Линей използва арабската дума за банан mauz като основа за името на рода. Самата дума банан идва от арабското banan, означаващо пръст. Родът съдържа множество видове, някои от които дават плод, годен за консумация, докато други са отглеждани предимно с декоративен или технически интерес.
Основният вид, даващ сортовете банани за готвене, е Musa × paradisiaca, а видът, използван за начало на десертните сортове е Musa acuminata.

### Видове
- Musa acuminata, Colla
- Musa balbisiana, Colla
  - Musa balbisiana var.liukiuensis
- Musa banksii, F.Muell.
- Musa basjoo, Siebold & Zucc. ex Iinuma – японски банан
  - Musa basjoo var.formosana
- Musa cheesmanii, N.W.Simmonds[5]
- Musa ingens, N.W.Simmonds
- Musa insularimontana, Hayata
- Musa itinerans, Cheesman
- Musa jackeyi, W.Hill
- Musa laterita, Cheesman
- Musa lolodensis, Cheesman
- Musa maklayi, F.Muell. ex Mikl.-Maclay
- Musa mannii, H.Wendl. ex Baker
- Musa nana, Lour.
- Musa ornata, Roxb.
- Musa ×paradisiaca, L.
- Musa peekelii, Lauterb.
- Musa perrieri, Claverie
- Musa rubra, Hort. ex Steud.[6]
- Musa sanguinea, Hook.f.
- Musa schizocarpa, N.W.Simmonds
- Musa sikkimensis, Kurz
- Musa textilis, Абака, Nee
- Musa thomsonii, King ex A.M.Cowan & Cowan
- Musa troglodytarum, L.
- Musa uranoscopos, Lour.
- Musa velutina, H.Wendl. & Drude
- Musa wilsonii, Tutcher

## Биологични особености
Представителите на рода са тревисти растения с мощна коренова система, късо, подземно стъбло и 6 – 20 листа. Листните влагалища образуват своеобразен ствол (псевдостъбло) над земята, който практически не е стъблото на банана. Височината на растението варира от 2 до 9 m и повече Заедно с бамбуковите това ги нарежда сред най-високите тревисти растения. Поради големите си размери растението често погрешно е наричано дърво или палма. Най-високият вид от рода е Musa itinerans, който достига 12 m. Всяко псевдостъбло дава началото на единичен грозд банани и след узряването им отмира. Около основното стъбло се образуват множество издънки, които заменят отмиращите. Те се използват и за вегетативното размножаване на растението. Корените са многобройни, влакнести. В подходяща почва израстват до 4,9 m настрани и до 1,5 m в дълбочина.
Листата са едри, гладки, продълговати или овални, спираловидно подредени, достигащи до 2,7 m на дължина и 60 cm на широчина. Те са сравнително крехко прикачени, поради което могат да бъдат прекършени от вятъра. Техните листни влагалища се обгръщат едно в друго, като образуват многослойна месеста тръба, която представлява и псевдостъблото. С израстването си старите външни листа постепенно изсъхват. При подходящи условия едно листо израства за около седмица. При култивираните банани листата достигат 275 cm дължина и 60 cm широчина. Когато бананите са готови да цъфтят, вместо лист от псевдостъблото излиза дълъг цветонос.
Цъфтежът настъпва след 8 – 10 месеца активен растеж на растението. Съцветието е двуполово, наподобява на огромна пъпка с виолетов цвят със зеленикав оттенък. В основата му са разположени големите женски, а след тях и по-дребните мъжки цветчета. Всички цветчета са тръбовидни, съставени от 3 венчелистета, 3 чашелистчета, обикновено 6 тичинки, една от които е недоразвита и не притежава прашец. Гинецеят е синкарпен, съставен от 3 плодолиста, образуващи трикамерен яйчник. Цветовете се разполагат на нива и съдържат голямо количество сладък нектар (до 0,5 g). Всеки слой е събран отделно, като се състои от 12 – 20 цветчета, разположени радиално. Те са прикрити от месести восковидни видоизменени листа. При култивираните банани цветовете са бели, покривните листа отгоре са виолетови, а отдолу тъмночервени. Мъжките цветове бързо изсъхват и опадват. Дивите банани започват да цъфтят нощем или рано сутрин. Опрашването се извършва от прилепи, птици или малки бозайници.

## История
Бананът е едно от най-древните култивирани растения. Смята се, че негова родина е Малайският архипелаг, където населението го използва като храна, допълваща рибната диета. Множество видове диворастящи банани могат да се открият и днес в Папуа Нова Гвинея, Малайзия и Филипините. Археологически и палеоложки доказателства от Папуа Нова Гвинея показват, че банани са се култивирали от около 5000 година пр.н.е. и дори е възможно доста преди това – от около 8000 година пр.н.е. Много е вероятно сходни видове да са култивирани по-късно и независимо в други райони на Югоизточна Азия. Счита се обаче, че именно Югоизточна Азия е родината на бананите. Области с вторично значение са тези в Африка, показващи също дълга история на селекция и отглеждане на банани.
Така например фитолитни доказателства, намерени в Камерун, датирани от около първо хилядолетие пр.н.е., пораждат дълга дискусия за началото на култивиране на банани в Африка. Съществуват определени лингвистични доказателства, че бананите са били познати в Мадагаскар по това време. По-ранни данни посочват късния 6 век за начало на култивирането на бананите в Африка. Твърде е вероятно обаче бананите да са пренесени до Мадагаскар, ако не и по източноафриканското крайбрежие още около 400 година.
Сведения за бананите са открити в будисткия Палийския канон от 600 г. пр.н.е.. Вероятно бананите вече са били интродуцирани в Индия от мореплаватели, търгуващи с островите от Югоизточна Азия. Бананите са описани от древногръцкия философ и основател на ботаниката Теофраст в периода около 400 г. пр.н.е. В Китай има бананови плантации още от началото на 3 век. Римският писател Плиний Стари описва как Александър Велики опитва вкуса на банана в долините на Индия през 327 г. пр.н.е.. Според него македонският владетел отнася растението обратно със себе си в Европа. До сведенията на Плиний Стари бананът в европейските източници е наричан като „забележително индийско плодно дърво“. Плиний обаче го нарича с името „пала“. С това име растението и днес се нарича на езика малаялам в Индия.
Някои учени предполагат, че бананите са били известни и в Южна Америка в периода още преди идването на европейците. Базират се на това, че бананови листа са открити в гробници на индиански погребения в Перу.
През 650 г. ислямски завоеватели пренасят банана в Палестина и по източното крайбрежие на Африка. Бананите се появяват в множество ислямски текстове от девети век (поеми и хадити), а през 10 век се споменават в текстове от Палестина и Египет. Арабски търговци разпространяват банана в обширни части от Африка. Съвременното име на банана е с арабски произход и означава буквално „пръст на ръка“. По време на европейските изследвания на Западна Африка бананите са били отдавна известни на местните жители. През 1402 година португалците пренасят бананите от района на Гвинейския залив на Канарските острови. Оттук няколко години след откриването на Америка са пренесени и в Карибския регион и Централна Америка.
Независимо че в тропическите райони бананите придобиват широка известност, в страните на Европа и Северна Америка с умерен климат те остават неизвестни още дълго време или биват рядък екзотичен плод. Това се дължи на трудността плодовете да се доставят в тези страни в съдове поддържащи температура от 14 °C. През втората половина на 19 век с изобретяването на хладилните камери и развитието на железопътния транспорт е станало възможно транспортирането на банани към северните пазари в САЩ и Европа. Дори и днес някои сортове банани не са пригодени за дълготрайно съхранение и производството им в страни като Китай, Индия, Тайланд и Бразилия е предназначено основно за вътрешните пазари.

### Култивиране в плантации
През 15-и и 16 век, португалските колонизатори, започват култивирането на банани в плантации на острови в Атлантическия океан, Бразилия и западна Африка. По време на викторианската епоха бананите не са били широко известни в Европа, въпреки че са били внасяни на континента. Детайлно описание на банани може да се открие в книгата на Жул Верн – „80 дни около света“, от 1873 година.
През ранния 20 век, бананите са обект на търговия в световен мащаб, отглеждани в плантации в много места по света, с огромно производство в Централна и Южна Америка.

## Местообитания и начин на отглеждане
Бананите са растения, които са култивирани за условията на тропиците – приблизително между 30° с. ш. и 30° ю. ш., на височина до 2000 m над морското равнище. Най-благоприятни са условията за растеж при дневна температура от 26 до 35 °C и от 22 до 28 °C през нощта. При температури по-ниски от 16 °C растежът значително се забавя, а при 10 °C спира. Само отделни сортове като например 'Раджапури' са способни да издържат ниски температури от около 0 °C. Височината над морското ниво, на която растат зависи от географската ширина. Обикновено не превишава 920 m, на хавайския остров Мауи растат на повече от 1000 m, а в Нова Гвинея до 2000 m. От голямо значение за развитието на растенията е и степента на влажност. Продължителността на сухия сезон не трябва да бъде повече от 3 месеца в годината, а средното количество на валежите не трябва да е под 100 mm в месец. В случаи на кратки застудявания е нужно плантациите да бъдат опушвани с дим с цел покачване на температурата. Много от сортовете растения са чувствителни на силни ветрове. Това се дължи на сравнително плитката коренова система, която не е в състояние здраво да придържа растението изправено. Промишлените плантации трябва да се изграждат на добре дренирани терени, желателно е почвата да бъде леко кисела. Растенията могат да виреят и на почви бедни на минерални вещества.

## Плод
Размерите и формата на плодовете могат значително да се различават в зависимост от вида или сорта, но обикновено са с продълговата, цилиндрична или триъгълна форма, дължина от 3 до 40 cm, и дебелината от 2 до 8 cm. Цветът на кората отвън е жълт, зелен, червеникав и дори сребрист, а отвътре плодът е бял, кремав, жълт или оранжев. Преди да узрее той е твърд и жилав, но постепенно става мек и сочен.

## Болести и паразити
За дългите години на развъждане на бананите хората създали сортове с прекрасни вкусови качества, но за разлика от това значително понижили степента на разнообразие. В резултат на широкото разпространение и контакта с паразитни видове гъби и безгръбначни допринасяло до масови заболявания и унищожаване на цели сортове. За разлика от дивите видове културните са способни да се размножават само по вегетативен начин, поради факта, че техните плодове почти не съдържат семена. Ето защо селектирането на нови сортове устойчиви на заболявания се оказва трудно поради факта, че едва на триста плодове се открива само по едно семе.

### Болести
- Панамска болест. Това е една от най-опасните болести по банановите растения. Представлява вид фузарийно увяхване, което се причинява от гъбичката Fusarium oxysporum f. sp. cubense. За първи път заболяването възниква в Суринам през 1920-те години като практически се заразяват всички бананови плантации в Централна Америка, включително и Хондурас, който в този период е бил най-крупния износител на банани в света. Гъбичката обитава земята, прониква през корена на растението, попада в листата и тук причинява жълто оцветяване и постепенно увяхване. През 1950-те един от най-популярните сортове банани Гро Мишел практически изчезва напълно под действието на патогенната гъбичка.[29][30] Липсват ефективни средства за борба с вредителя.[31] Единственият начин е да се избегне разпространението на тази болест като се изолират болните растения или да се използват нови необработвани земи. Това обаче води до унищожаване на нови площи тропически гори.

- Сигатока. Заболяването представлява вид церкоспориоза, причинено от паразитната гъбичка Mycosphaerella musicola (в конидиалния стадии Cerospora musae). За първи път е регистрирано през 1902 г. в Индонезия на остров Ява. Името си получава от долината Сигатока на остров Фиджи, където болестта се появява през 1913 г. По-късно гъбичката попада в Латинска Америка и нанася големи поражения на банановите плантации. Пораженията се изразяват в появата на първоначални жълто-кафяви петънца по листата. По-късно те се увеличават и придобиват тъмновиолетов оттенък. Плодовете се заразяват и придобиват кисел вкус. Заболяването се лекува успешно с употреба на фунгициди.

- Черна сигатока. Причинява се от гъбичката Mycosphaerella fifiensis var. difformis и е сравнително по-тежко от предходното. Заболяването трудно се поддава на лечение с фунгициди, благодарение на това че гъбичката бързо изгражда устойчивост към тях.[29] Открита е в Хондурас през 1969 г. и бързо се разпространява в останалите страни на Латинска Америка. През 1973 г. обхваща и Полинезия, Хавай, Филипините, Малайзия и Тайван.[13]

- Моко, или Бактерийно увяхване по доматите, е заболяване, което се причинява от бактерията Pseudomonas solanacearum. Обикновено поразява патладжана, доматите и тютюна[32] като предизвиква разпад на растителните тъкани. В Западното полукълбо бактерията нанася значителни щети и в банановите плантации.

- Заболяване, причинено от Banana bunchy top virus. Вирусът се пренася от листни въшки.

### Вредители
Сред вредителите по банановите растения най-опасни са нематодите. Те представляват малки кръгли червеи, които обитават почвата. Оттук проникват в кореновата система, като я нараняват и отварят входна врата за проникването на гъбичката Fusarium oxysporum, която води до гниене. Най-опасни за банановите плантации са червеите от видовете Pratylenchus coffaea, Meliodogyne incognita, Scutellonema brachyurum, Helicotylenchus multicinctus, Helicotylenchus nannus, Radopholus similis.
Друг вредител е малкото бръмбарче от вида Cosmopolites sordidus. То прегризва стъблото в основата и си прави ход в него към върха.

## Интересни факти
- Бананът е определян и като фалически символ поради сходства с пениса по отношение на формата и размера.
- Едно от най-изтърканите клишета в комедията е човек, който се подхлъзва на бананова обелка.
- Първото название Musa, което по-късно става и научно, е дадено на бананите от немския ботаник Георг Румфиус.[33]
- Гривестия вълк, който е хищен бозайник от семейство Кучеви, яде банани.[34]
- Често бананите са наричани бананова палма. Твърдението обаче е погрешно, защото бананите не принадлежат към Палмите.
- Името „бананово дърво“, с което понякога наричат банана, в действителност се отнася за растенията от род Asimina. Това се дължи на сходството на плодовете на растенията с тези на банана.